# 喬舒亞·泰布爾
喬舒亞·M·泰布爾（荷蘭語：Joshua M. Tybur）是一名荷蘭心理學家，現任阿姆斯特丹自由大學實驗與應用心理學係心理學與傳染病學教授。他的研究大多集中在厭惡的演化心理學。
2008年，泰布爾與傑弗里·米勒及布蘭特·喬登（Brent Jordan）共同獲得搞笑諾貝爾獎的經濟學獎，表彰其發現脫衣舞女郎在排卵期時收入比平時多。2018年，他獲得人類行為與進化協會授予的早期職業獎。

## 外部連結
- 個人網頁 （页面存档备份，存于）
- 喬舒亞·泰布爾 （页面存档备份，存于）在阿姆斯特丹自由大學的個人網頁
- 由Google学术搜索索引的喬舒亞·泰布爾出版物